# Alegoría de la Libertad
La Alegoría de la Libertad, comúnente —aunque de forma errónea— llamada La Pola, es una escultura que se encuentra en el centro de la Plaza de Armas de Piura, Perú. Esta obra, de estilo neoclásico, fue donada a la ciudad en 1870 durante el gobierno del presidente José Balta. Es considerada el monumento más antiguo de Piura.

## Historia
Antes de la instalación de la actual escultura, existía en el mismo lugar una estatua de madera que representaba a Policarpa Salavarrieta, conocida como «La Pola», heroína de la independencia colombiana. Esta estatua fue erigida por residentes colombianos en Piura en honor a su compatriota. En 1870, la escultura de madera fue reemplazada por la actual «Alegoría de la Libertad», donada por el presidente Balta. A pesar del cambio, la nueva escultura continuó siendo referida por los piuranos como «La Pola».

## Características
La escultura es de mármol de Carrara y presenta características propias del estilo neoclásico. Se ubica en el centro de la Plaza de Armas de Piura, una de las plazas más antiguas del país, rodeada de árboles como algarrobos, tamarindos, ficus, crotos, cucardas, poncianas y papelillos.

## Controversias
En agosto de 2019, la escultura fue objeto de actos vandálicos cuando un grupo de hinchas de Universitario de Deportes realizó pintas con aerosol rojo en su base durante la celebración del aniversario de su club. El entonces alcalde de Piura, Juan José Díaz, expresó su molestia por el incidente y anunció acciones para identificar y denunciar a los responsables.